# José Manuel López Prieto
José Manuel López Prieto (Ciañu de Llangréu, 1 de gener de 1947) fou un futbolista asturià de les dècades de 1960 i 1970.

## Trajectòria
Passà la major part de la seva carrera al Reial Oviedo, amb un total de vuit temporades, set d'elles a Segona Divisió. La temporada 1972-73 la visqué al Deportivo de La Coruña a primera divisió, i a continuació jugà tres temporades al Gimnàstic de Tarragona a Segona. Jugà un partit amb la selecció catalana l'any 1973.